# Jean-Baptiste Billot
Pour les articles homonymes, voir Billot.
Jean-Baptiste Billot, né à Chaumeil (Corrèze) le 15 août 1828 et mort à Paris le 31 mai 1907, est un général et homme politique français.

## Biographie
Jean-Baptiste Billot entre à l’École spéciale militaire de Saint-Cyr en 1847 (promotion "de la république", 1847-1849), il intègre à sa sortie en 1849 le corps d'état-major avec le grade de sous-lieutenant. C'est un officier de convictions républicaines, qui vote non au plébiscite de 1851 accordant les pleins pouvoirs à Louis-Napoléon Bonaparte.
Il poursuit néanmoins une brillante carrière sous l'empire, promu lieutenant en 1852, puis capitaine en 1854. Il reçoit la légion d'honneur en 1859.
Billot participe à l’expédition du Mexique (1861-1867) :  commandant de l'État de Chihuahua puis de Querétaro avec le grade de chef d'escadrons (1863), il reçoit sept citations à l'ordre de l'armée et la croix d'officier de la légion d'honneur en 1867. Il refuse le poste de sous-secrétaire d'État à la guerre de l'empereur Maximilien.
À son retour en France, il fait un riche mariage.[réf. nécessaire] En 1869, Billot est nommé chef d'état-major de la province de Constantine, en Algérie, avec le grade de lieutenant-colonel.
Il participe à la guerre franco-prussienne de 1870, d'abord comme chef d'état-major du général Jules de Laveaucoupet, commandant de la 3e division d'infanterie du 2e corps du général Frossard. Billot participe aux batailles de Sarrebruck, Forbach où il est cité à l'ordre de l'armée, Borny et Noiseville. Il arrive à s'échapper après la prise de Metz et se met au service du nouveau gouvernement. Il est promu colonel, puis général de brigade et général de division à titre provisoire. Chef d'état-major puis commandant du 18e Corps d'armée, Billot est battu à Beaune-la-Rolande le 28 novembre 1870. Confirmé comme général de brigade à titre permanent, il participe à la bataille de Villersexel en janvier 1871. 
Au conseil de guerre de Besançon Chateau-Farine le 24 janvier, il est le seul chef de corps à s'opposer à une retraite sur Pontarlier. 
Des troupes de son corps d'armée participent, le 1er février, au combat de la Cluse-et-Mijoux  pour couvrir le passage de l'armée de l'est en Suisse. Lui-même avec Pallu de la Barrière, Crémer et Penhoat, emmènera quelques milliers d'hommes jusqu'à Gex par le haut plateau du Jura, leur évitant l'internement en Suisse. 
En 1871, Billot est élu député de la Corrèze à l'Assemblée nationale avant d'être élu sénateur inamovible à partir de 1875. Il siège dans les rangs des républicains (centre-gauche).
Promu général de division en 1878, il reçoit le commandement de la 1re division d'infanterie en 1879, puis celui du 15e corps d'armée, à la tête duquel il organise les embarquements pour l'expédition de Tunisie de 1880 à 1881. En 1882 il est ministre de la Guerre dans le gouvernement Freycinet. Il alterne dès lors commandements militaires et postes politiques : vice-président du Conseil supérieur de la Caisse des offrandes nationales et membre du Conseil supérieur de la guerre de 1883 à 1896, commandant le 1er corps d'armée de 1884 à 1888, puis Ministre de la guerre dans le gouvernement Méline de 1896 à 1898.  Il se retrouve à ce titre mêlé à l'affaire Dreyfus et prend le parti de couvrir le crime de ses subordonnés pour accabler Dreyfus et Picquart et couvrir Esterhazy. 
Grand-croix de la Légion d'honneur en 1889 et médaillé militaire en 1897, le général Billot est également grand-croix de l'ordre du Cambodge, alors un protectorat français, en 1898 et de l'ordre de la Couronne de Roumanie.

## Distinctions et honneurs

### Décorations françaises
- Grand-croix de la Légion d'honneur (décret du 8 juillet 1889)
  -  Grand officier de la Légion d'honneur (décret du 7 juillet 1884)
  -  Commandeur de la Légion d'honneur (décret du 12 juillet 1880)
  -  Officier de la Légion d'honneur (décret du 1er février 1867)
  -  Chevalier de la Légion d'honneur (décret du 10 mars 1859)
- Médaille militaire (1897)
- Officier de l'Instruction publique
- Médaille coloniale (agraphe Algérie)
- Médaille commémorative de l'expédition du Mexique (1862)

### Décorations étrangères

#### Mexique
- Ordre de Notre-Dame de Guadalupe

#### Cambodge
- Grand-croix de l'Ordre royal du Cambodge (1898)

#### Roumanie
- Ordre de la Couronne (Roumanie) (1898)

## Au cinéma
Dans le film J'accuse (2019) de Roman Polanski, son rôle est joué par Vincent Grass.